# Cryptocoryne pygmaea
Cryptocoryne pygmaea är en kallaväxtart som beskrevs av Elmer Drew Merrill. Cryptocoryne pygmaea ingår i släktet Cryptocoryne och familjen kallaväxter.
Artens utbredningsområde är Filippinerna. Inga underarter finns listade.